# Republikken Congo
 Denne artikel omhandler det afrikanske land Republikken Congo. Opslagsordet har også en anden betydning, se Congo.
Republikken Congo eller Congo Brazzaville er et selvstændigt land i Afrika.
Republikken var tidligere en fransk koloni og opnåede uafhængighed i 1960.
Congofloden i det vestlige Centralafrika danner grænse til den Demokratiske Republik Congo.

## Geografi
Republikken Congo ligger i den centrale-vestlige del af Afrika syd for Sahara, omkring ækvator. Mod syd og øst afgrænses landet af Congofloden og dens biflod Ubangifloden. På den anden side af disse floder ligger den Demokratiske Republik Congo. Landet har også grænser mod Gabon mod vest, Cameroun og Centralafrikanske Republik mod nord og Cabinda (Angola) mod sydvest. Landet har en kort kystlinje mod Atlanterhavet.
Landets hovedstad, Brazzaville, ligger i den sydlige del af landet ved Congofloden, lige over for Kinshasa, hovedstaden i DR Congo.
Den sydvestlige del af landet er en kystslette.
I syd præges landet af bjergkæden Mayombe, som stiger op fra kysten og ind i landet. Bjergene er ikke specielt høje, men ligger på mellem 500 og 800 meter over havet. Landets største bjerg er Leketi. Toppen ligger 1.040 meter over havet. Den nordlige del af landet består af flade dale med regnskov. Nordøst for bjergene ligger floden Niari. Niari flyder fra bjergene og helt ned til kysten.
I den sydlige del af landet er det mere jordbrugsdistrikter og industri. Områderne omkring Niari er landets bedste jordbrugsområde.

### Klima
Republikken Congo ligger i en tropisk zone og årsnedbøren varierer fra 1.250 millimeter til 2.000 millimeter. I syd er der en tørkeperiode fra juni til september, som stort set ikke mærkes i nord. Temperaturen er høj hele året.

### Plante- og dyreliv
Tropisk regnskov dækker det meste af landet. De almindeligste træsorter i regnskoven er teak, mahogni og valnød. Republikken Congo har et varieret dyreliv. Både elefanter, antiloper og bøfler er forholdsvis almindelige i landet, selv om de fleste af dem bliver sjældnere. Løverne er ikke så almindelige i landet længere. Mange abearter som blandt andet gorilla og chimpanse er almindelige i regnskoven. På savannen findes der arter som giraf, gepard og hyæne. Landet har også et rigt fugleliv.

## Demografi
I 1985 boede der 1.912.429 indbyggere i republikken Congo, og i 2005 havde landet 3.999.000 indbyggere. På 20 år var landets befolkning blevet omtrent fordoblet. Befolkningsvæksten var på omtrent 4,4 % hvert år i denne periode. Over 70 % af befolkningen lever i den sydvestlige del af landet. Der bor i gennemsnit 12 indbyggere per km². Den største by er hovedstaden Brazzaville med omtrent 600.000 indbyggere. Pointe-Noire er den næst største by, den har mellem 250.000 og 300.000 indbyggere.

### Etnicitet
Folket består mange folkegrupper, blandt andet kongo, sundi, bembe, vili og yombe. Der findes fortsat 12.000 pygmæer i landet, og omtrent lige så mange europæere.

### Sprog
Landets officielle sprog er fransk, kikongo og lingala.

### Religion
Omtrent halvdelen af indbyggerne i landet er kristne. 48 % tror på animisme og omkring 2 % er muslimer.
Omtrent 75 % af indbyggerne i landet kan læse og skrive.

## Politik
I 1969 blev landet erklæret som en folkerepublik med kun et parti. Præsidenten styrer landet og vælges for en periode på 5 år. Præsidenten udnævner og leder regeringen. Det statsbærende parti ledes af en komite på 75 medlemmer. Republikken Congo har været præget af kup og kupforsøg og en ustabil politik.

### Administrativ inddeling
Republikken Congo er inddelt i 12 departementer, som igen er inddelt i kommuner og distrikter.
Disse er:
- Bouenza
- Brazzaville
- Cuvette
- Cuvette-Ouest
- Kouilou
- Lékoumou
- Likouala
- Niari
- Plateaux
- Pointe-Noire
- Pool
- Sangha

## Kultur

### Kunst
Kunsten i Kongo er især kendt for sine feticher, men også for begravningsskulpturer i sten og keramik, samt masker og regalier i træ, metal og elfenben.
I bydelen Poto-Poto i Brazzaville findes en skole for moderne afrikansk kunst.